# Aleksandra Rosiak
Aleksandra Rosiak (* 7. Juli 1997 in Lubin) ist eine polnische Handballspielerin.

## Karriere

### Im Verein
Aleksandra Rosiak spielte bis 2016 in Polen für SMS Płock und unterschrieb darauf einen Vertrag bei MKS Lublin. Mit Lublin gewann sie mehrfach die polnische Meisterschaft sowie 2018 den EHF Challenge Cup. 2021 ging sie nach Frankreich zu ESBF Besançon. Nach einer Saison wechselte sie 2022 nach Slowenien zu RK Krim. Mit RK Krim konnte sie 2022, 2023 und 2024 die slowenische Meisterschaft sowie 2022 und 2023 den Pokal gewinnen. Im Sommer 2024 kehrte sie zu MKS Lublin zurück.

### In Auswahlmannschaften
Sie stand im Kader der polnischen Nationalmannschaft für die Europameisterschaft 2018 und 2020. Weiter belegte sie mit Polen den 15. Platz bei der Weltmeisterschaft 2021 und erzielte dabei 22 Tore in 6 Spielen. Bei der Europameisterschaft 2022 belegte sie mit Polen den 13. Platz. Bei der Weltmeisterschaft 2023, bei der Polen den 16. Platz belegte, warf sie 19 Tore.